# Иван Долничар
Иван Долничар (Шујица, код Доброве, 31. август 1921 — Љубљана, 14. октобар 2011), је био учесник Народноослободилачке борбе и генерал-пуковник авијације ЈНА.

## Биографија
Рођен је 31. августа 1921. године у селу Шујици, код Доброве. Потиче из сиромашне радничке породице. Његов отац Петар је био кројачки радник и није има средстава да школује тринаесторо деце. Па је Иван, после завршетка основне школе изучио зидарски занат.
Преко свог старијег брата Владе, као млади радник упознао се са револуционарним покретом. Његов брат Владо такође је био учесник Народноослободилачког рата, погинуо је 1943. године и проглашен је за народног хероја. Још два Иванова брата учествовала су у рату — Лојзе у партизанима и Петер у Белој гарди.
После Априлског рата и окупације Краљевине Југославије, 1941. године прикључио се Народноослободилачком покрету (НОП) и у септембру постао члан Комунистичке партије Југославије (КПЈ). Сарадник Ослободилачког фронта Словеније (ОФ) био је до јуна 1942. године, када је ступио у Народноослободилачку војску. Прво је био у Доломитском партизанском одреду, где је најпре био борац, па обавештајац у Другом батаљону и на крају политички комесар Прве чете Другог батаљона.
У априлу 1943. године, као проверен борац премештен је за командира Заштитне чете Главног штаба НОВ и ПО Словеније. Јуна 1944. године премештене је у Прву словеначку ударну бригаду „Тоне Томшич“ у којој је био политички комесар батаљона и помоћник политичког комесара бригаде. Потом је био политички комесар Тринаесте словеначке ударне бригаде и политички комесар 14. словеначке дивизије. Маја 1945. године, преговарао је са генералом Александром Лером око капитулације немачких снага у Југославији.
После ослобођења Југославије, наставио је активну службу у Југословенској армији. Током 1946. године завршио је политички курс, а 1947. године је премештен у Политичку управу ЈА и постављен за инструктора војног рода везе. Године 1948. постављен је за политичког комесара Официрске школе за везу у Зрењанину. Од 1949. до 1951. године је похађао Вишу политичку школу „Ђуро Ђаковић“ у Београду. Године 1951. је премештен у Југословенско ратно ваздухопловство у којем је обављао дужности — политичког комесара 29. јуришне ваздухопловне дивизије у Скопљу, политичког комесара 37. јуришне ваздухопловне дивизије у Загребу, помоћника команданта Петог ваздухопловног корпуса. Од 1955. до 1957. године се школовао на Вишој ваздухопловној војној академији ЈНА, а потом је обављао дужности — помоћника команданта Седмог ваздухопловног корпуса, од 1957. до 1959; начелника Оперативног одељења Штабне управе Команде Југословенског ратног ваздухопловства, од 1959. до 1961. и начелника Ваздухопловне војне академије ЈНА у Задру.
Године 1963. је завршио школовање на Командно-штабној школи оперативног војног ваздухопловства и противваздушне одбране. Потом је од 1967. године био помоћник савезног секретара за народну одбрану генерала Николе Љубичића, одговоран најпре за политичко-правни сектор, а потом за цивилну одбрану. Од 1978. до 1979. године био је подсекретар у Савезном секретаријату за народну одбрану, а од 1979. до 1982. године генерални секретар Председништва СФРЈ. Пензионисао се 1982. године.
Од 1984. године је био члан Председништва Републичке конференције Социјалистичког савеза радног народа Словеније (ССРНС), а од маја 1990. до новембра 2003. године је био председник СУБНОР-а Словеније.
Био је делегат на Петом конгресу КПЈ 1948. године; на Осмом конгресу СКЈ 1964. године, када је изабран за члана Централног комитета СК Југославије и на Деветом конгресу СКЈ 1969. године, када је изабран за члана Председништва СКЈ. Биран је за члана Опуномоћства ЦК СКЈ за РВ и ПВО, Опуномоћства ЦК СКЈ за ЈНА и Комитета Конференције организације Савеза комуниста у ЈНА.
Године 2005. објавио је књигу „Генералов лет“.
Умро је 14. октобра 2011. године у Љубљани, где је и сахрањен.
Носилац је већег броја југословенских одликовања, међу којима су — Орден братства и јединства са златним венцем и Орден заслуга за народ са сребрном звездом. Године 2002. тадашњи председник Републике Словеније Милан Кучан одликовао га је Златним часним орденом слободе, који је највише одликовање Словеније.